# 佐野陸人
佐野 陸人（さの りくと、2001年2月21日 - ）は、静岡県富士市出身の元サッカー選手。ポジションはミッドフィールダー。

## 来歴
清水エスパルスの下部組織出身で、ユースに所属していた2018年にはクラブユース選手権制覇を達成している。しかしトップチームに昇格することはできず、高校卒業後は法政大学に進学。2022年10月11日、2023年シーズンからのSC相模原加入内定が発表された。
2023年3月19日、J3リーグ第3節のカマタマーレ讃岐戦でJリーグデビューを飾った。
2023年12月12日、同月11日に京王相模原線橋本駅内のエスカレーターにて女子大学生の下半身を盗撮し、逮捕された。12月18日、SC相模原から選手活動の無期限活動停止処分を下された。
2024年1月17日、SC相模原が選手契約を解除したことが発表された。

## 所属クラブ
- ロプタ富士
- 清水エスパルスJrユース
- 清水エスパルスユース（静岡サレジオ高校）
- 法政大学
- 2023年  SC相模原

## 個人成績
| 国内大会個人成績 | 国内大会個人成績 | 国内大会個人成績 | 国内大会個人成績 | 国内大会個人成績 | 国内大会個人成績 | 国内大会個人成績 | 国内大会個人成績 | 国内大会個人成績 | 国内大会個人成績 | 国内大会個人成績 | 国内大会個人成績 |
| 年度             | クラブ           | 背番号           | リーグ           | リーグ戦         | リーグ戦         | リーグ杯         | リーグ杯         | オープン杯       | オープン杯       | 期間通算         | 期間通算         |
| 年度             | クラブ           | 背番号           | リーグ           | 出場             | 得点             | 出場             | 得点             | 出場             | 得点             | 出場             | 得点             |
| 日本             | 日本             | 日本             | 日本             | リーグ戦         | リーグ戦         | リーグ杯         | リーグ杯         | 天皇杯           | 天皇杯           | 期間通算         | 期間通算         |
| ---------------- | ---------------- | ---------------- | ---------------- | ---------------- | ---------------- | ---------------- | ---------------- | ---------------- | ---------------- | ---------------- | ---------------- |
| 2023             | 相模原           | 28               | J3               | 6                | 0                | -                | -                | 1                | 0                | 7                | 0                |
| 通算             | 日本             | 日本             | J3               | 6                | 0                | -                | -                | 1                | 0                | 7                | 0                |
| 総通算           | 総通算           | 総通算           | 総通算           | 6                | 0                | -                | -                | 1                | 0                | 7                | 0                |

## タイトル

### クラブ
清水エスパルスユース
- 日本クラブユースサッカー選手権 (U-18)大会（2018年）

法政大学体育会サッカー部
- 総理大臣杯全日本大学サッカートーナメント（2021年）